# 덴란잔역

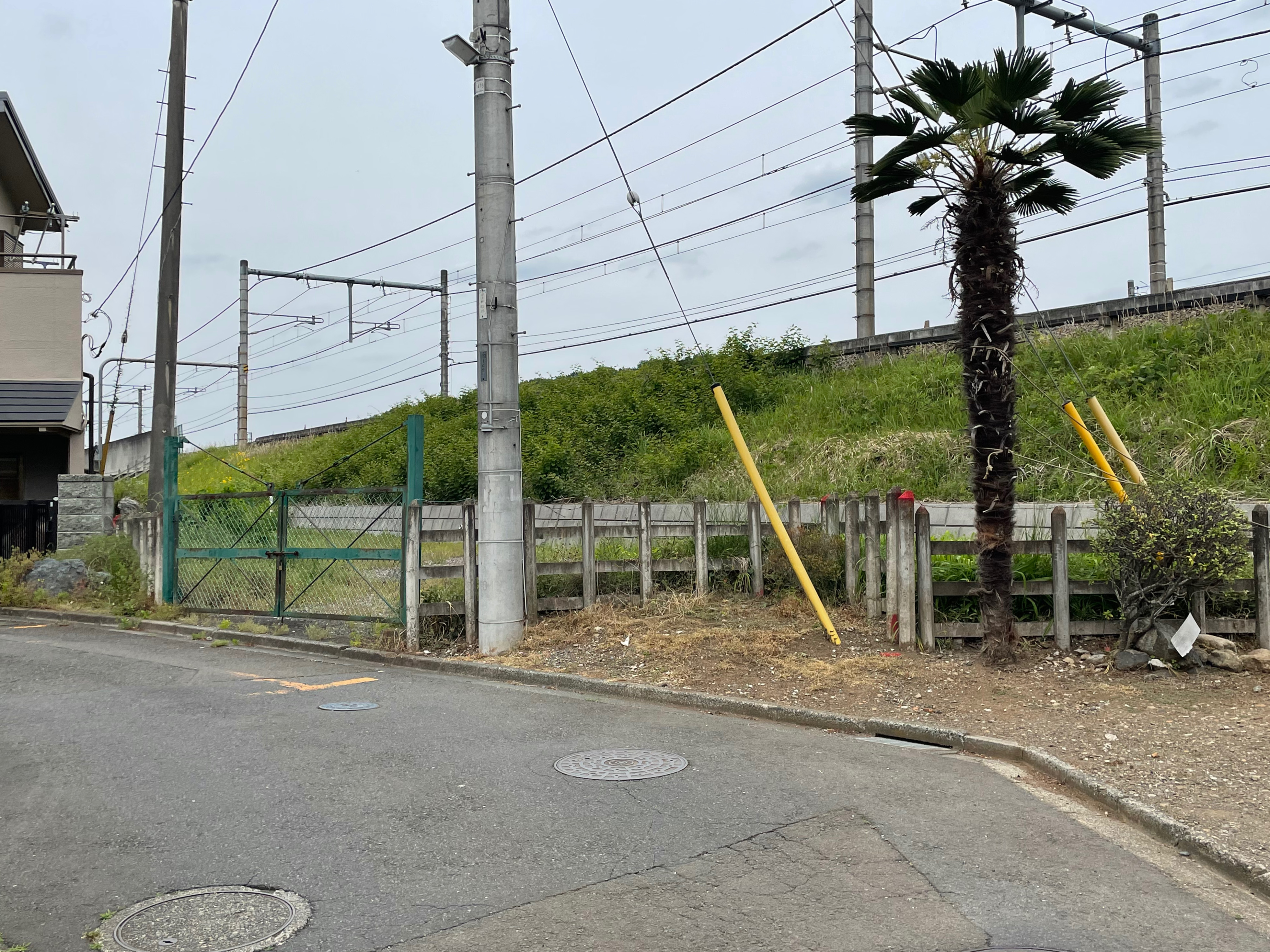

덴란잔역(일본어: 天覧山駅, てんらんざんえき)은 일본 사이타마현 한노시에 위치했던 세이부 철도 이케부쿠로 선의 역이었다.
지금의 기타한노 신호장과 무사시가오카 신호장 사이에 위치해 있었다.
근처에 있는 덴란 산을 등반하는 사람들이 이용을 많이 했으며, 역에서 덴란 산 등산로 입구까지 도로가 개설되었고, 역 광장에 벚꽃나무가 심어져 꽃구경을 하는 관광객들도 이용을 많이 했다.
제2차 세계대전 후 영업이 중단되었고, 1954년에 정식으로 폐역되었다.

## 역사
- 1931년 4월 1일 : 개업.
- 1945년 2월 3일 : 영업 중단.
- 1954년 10월 10일 : 폐역.[1]